# Bertil Stridh
Bertil Stridh (ur. 23 stycznia 1931, zm. 12 marca 2013) – szwedzki żużlowiec, występujący również na torach długich.
Największe sukcesy w karierze odnosił w wyścigach na długim torze. W latach 1960–1963 czterokrotnie wystąpił w finałach indywidualnych mistrzostw Europy na długim torze, dwukrotnie zdobywając złote medale (Mühldorf am Inn 1962, 1963). Oprócz tego, w 1962 r. zdobył tytuł mistrza krajów nordyckich, a w 1963 – złoty medal w indywidualnych mistrzostwach Szwecji.
W rozgrywkach ligi szwedzkiej przez 10 sezonów (w latach 50. i 60.) reprezentował barwy klubu Getingarna Sztokholm.